# Olivier Chastel
Olivier Chastel (ur. 22 listopada 1964 w Liège) – belgijski i waloński polityk, w 2011 minister ds. kooperacji i ds. europejskich, następnie do 2014 minister budżetu i deregulacji, w latach 2014–2019 przewodniczący Ruchu Reformatorskiego, poseł do Parlamentu Europejskiego IX i X kadencji.

## Życiorys
W 1987 ukończył farmację na Université Libre de Bruxelles (ULB).
Od 1988 był zastępcą radnego w Charleroi, w 1993 wszedł w skład rady miejskiej. Od 2006 do 2007 pełnił funkcję pierwszego zastępcy burmistrza ds. gospodarczych, zatrudnienia, handlu i kwestii społecznych. W latach 90. był zastępcą poselskim na poziomie krajowym i regionalnym. Od 1998 do 1999 wchodził w skład Parlamentu Walońskiego i parlamentu wspólnoty francuskiej. Następnie do 2008 w trakcie trzech kadencji posłował do federalnej Izby Reprezentantów.
Działalność polityczną rozpoczynał w organizacjach młodych liberałów. Od końca lat 80. związany z Partią Reformatorsko-Liberalną, obejmował różne funkcje w strukturach partyjnych. Wraz z PRL współtworzył w 2002 Ruch Reformatorski, został sekretarzem politycznym, a w 2004 przewodniczącym tego ugrupowania w prowincji Hainaut.
W marcu 2008 Yves Leterme powierzył mu stanowisko sekretarza stanu ds. stosunków europejskich w swoim pierwszym rządzie. Pozostał na tym stanowisku w kolejnych gabinetach, na czele których stali Herman Van Rompuy i ponownie Yves Leterme. W lutym 2011 Olivier Chastel wszedł w skład ścisłej rady ministrów jako minister współpracy na rzecz rozwoju (gdy z tego urzędu zrezygnował Charles Michel) oraz minister ds. stosunków europejskich. W grudniu 2011 został ministrem budżetu i deregulacji w rządzie, na czele którego stanął Elio Di Rupo.
W 2014 ponownie wybrany na posła do Izby Reprezentantów, został następnie przewodniczącym Ruchu Reformatorskiego, pełnił tę funkcję do 2019. W wyborach w tym samym roku uzyskał mandat deputowanego do Parlamentu Europejskiego IX kadencji. Z powodzeniem ubiegał się o reelekcję w 2024.